# Simplocaria metallica
Simplocaria metallica is een keversoort uit de familie pilkevers (Byrrhidae). De wetenschappelijke naam van de soort is voor het eerst geldig gepubliceerd in 1807 door Sturm.